# Martin Sharp
Martin Sharp (Bellevue Hills, 21 januari 1942 – aldaar, 1 december 2013) was een Australisch kunstenaar.

## Biografie
Sharp werd geboren in Bellevue Hills in Australië. Hij maakte als popartkunstenaar posters van onder meer Bob Dylan en Donovan. Hij was co-editor van het magazine Oz waarvoor hij cartoons en illustraties maakte. Voor de popgroep Cream herschreef hij het nummer Tales of Brave Ulysses en ontwierp de cover van hun albums Disraeli Gears en Wheels of Fire. 
Sharp overleed thuis op 71-jarige leeftijd aan een longziekte.